# Giuseppe Milano
Giuseppe Alfonso Giovanni Milano (* 26. September 1887 in Revere (MN); † 13. Mai 1971 in Vercelli) war ein italienischer Fußballspieler und -trainer, der während seiner aktiven Laufbahn für die US Pro Vercelli sowie für die italienische Fußballnationalmannschaft auflief.
Giuseppe Milano hatte drei Brüder (Felice, Aldo und Remigio), die ebenfalls als Fußballspieler aktiv waren.

## Karriere
Giuseppe Milano war während seiner Profikarriere von 1908 bis 1915 für die US Pro Vercelli aktiv. Dabei konnte er mit Vercelli die Italienische Fußballmeisterschaft 1908 gewinnen. Im Folgejahr wurde der Titel erfolgreich verteidigt und nach dem knapp verpassten Gewinn der Meisterschaft im Jahr 1909/10, gelang es dem Mittelfeldakteur mit Pro Vercelli zwischen 1910/11 und 1912/13 drei Mal in Folge die italienische Meisterschaft zu gewinnen.
Milano wurde im Jahr 1911 erstmals in die italienische Auswahl berufen, für die er am 6. Januar 1911 zusammen mit sechs anderen Spielern der US Pro Vercelli bei der 0:1-Niederlage gegen Ungarn debütierte. Milano führte die Azzurri in allen seinen elf Einsätzen als Kapitän aufs Spielfeld und nahm mit Italien an den Olympischen Sommerspielen 1912 in Stockholm teil. Beim Turnier unterlag er mit den Italienern bereits in der ersten Runde Finnland und trat danach in der Trostrunde an. Dabei gelang ein knapper Sieg über Schweden, bevor sich Österreich im Halbfinale als zu stark erwies und Italien mit 1:5 unterlag. Der Mittelfeldspieler bestritt sein letztes Länderspiel am 17. Mai 1914 gegen die Schweiz, die Partie wurde mit 1:0 gewonnen.
Nach seiner aktiven Karriere war Giuseppe Milano in den 1920er-Jahren Teil diverser Technischer Kommissionen, die die italienische Nationalmannschaft führten. In der Saison 1928/29 trainierte er Novara Calcio in der Divisione Nazionale, die im Folgejahr von der Serie A abgelöst wurde.
Giuseppe Milano starb im Jahr 1971 im Alter von 84 Jahren.

## Erfolge
- Italienische Meisterschaft: 1908, 1909, 1910/11, 1911/12, 1912/13